# Łochów
Łochów este un oraș în Polonia.